# Hessisch Oldendorf
Hessisch Oldendorf é uma cidade da Alemanha localizada no distrito de Hamelin-Pyrmont, estado de Baixa Saxônia.